# Karin Wiedemann
Karin Wiedemann (* 1. Dezember 1948 in Dargun) ist eine deutsche Politikerin (CDU). Sie war von 2005 bis 2009 Staatssekretärin im Ministerium für Wissenschaft, Wirtschaft und Verkehr des Landes Schleswig-Holstein.

## Biographie
Nach dem Abitur 1968 am Gymnasium Allee in Hamburg-Altona studierte Wiedemann Rechtswissenschaft an der Universität Hamburg. Auf das erste juristische Staatsexamen im Jahr 1973 folgten das Referendariat und 1975 das zweite Staatsexamen. 1975 erhielt sie die Zulassung als Rechtsanwältin, 1976 wurde sie zur Assessorin und 1978 zur Richterin am Landgericht Hamburg ernannt. In den folgenden Jahren nahm Wiedemann verschiedene Aufgaben in der Hamburger Justiz wahr: sie war an der Organisation der Hamburger Justiztage beteiligt, wurde vorübergehend an das Hanseatische Oberlandesgericht  und später an das Amtsgericht Hamburg abgeordnet und engagierte sich im Vorstand des Hamburger Richtervereins und in der Redaktion des Mitteilungsblatts des Vereins. 1993 wurde sie zur Vorsitzenden Richterin am Landgericht Hamburg ernannt und war als solche bis zu ihrem Ausscheiden aus dem richterlichen Dienst Vorsitzende einer Kammer für Handelssachen mit der Zuständigkeit für Streitigkeiten im gewerblichen Rechtsschutz (Markenrecht, Urheberrecht, Unlauterer Wettbewerb, Kartellrecht)
.
Wiedemann ist verheiratet und lebt in Schenefeld (Kreis Pinneberg).

## Politik
1995 wurde Wiedemann Mitglied der CDU und übernahm im gleichen Jahr den Vorsitz der Frauen-Union (FU) Schenefeld, den sie bis 2001 innehatte. Von 1996 bis 1998 und im Jahr 2002 war sie Vorsitzende der CDU Schenefeld und anschließend von 2002 bis 2004 Mitglied im Landesvorstand der CDU Schleswig-Holstein. Von 1999 bis 2002 gehörte Wiedemann dem Landesparteigericht an. Von 2001 bis 2002 war sie Kreisvorsitzende der FU und von Mai 2001 bis 2011 Landesvorsitzende der FU in Schleswig-Holstein.
Von 1994 bis 1998 war Wiedemann bürgerliches Mitglied der CDU-Fraktion in der Ratsversammlung in Schenefeld, ab 1998 dann Ratsfrau und Vorsitzende der CDU-Fraktion. Von 2002 bis 2005 war sie Mitglied im Verwaltungsrat des NDR. Seit 2005 ist sie Mitglied des Aufsichtsrates von Studio Hamburg.
Zur Landtagswahl in Schleswig-Holstein 2000 wurde sie von der CDU und ihrem Spitzenkandidaten Volker Rühe als Kandidatin für den Posten des Justizministers benannt. Nach der Landtagswahl in Schleswig-Holstein 2005 und der Wahl von Peter Harry Carstensen (CDU) zum Ministerpräsidenten Ende April 2005 wurde Wiedemann als Staatssekretärin und Amtschefin in das Ministerium für Wissenschaft, Wirtschaft und Verkehr des Landes Schleswig-Holstein berufen. Diese Tätigkeit beendete sie am 13. Oktober 2009, nachdem der Ministerpräsident sie entlassen hatte. Wiedemann kündigte zugleich an, den FU-Landesvorsitz niederzulegen. Sie verwirklichte diese Absicht aber nicht, sondern kandidierte im Mai 2011 sogar für eine dritte Amtszeit. Dabei unterlag sie jedoch der bisherigen Stellvertreterin Katja Rathje-Hoffmann mit 33:36 Stimmen.
Seit 2010 ist Karin Wiedemann Koordinatorin des Mentoringprogrammes der Frauen Union der CDU und kooptiertes Mitglied des Bundesvorstands der Frauen Union. Sie ist im Bereich politischer Fortbildung aktiv, so für die Virtuelle Akademie der Frauen Union und mit der Veranstaltung von Seminaren, insbesondere zur Optimierung politischer Rede. Ferner schreibt sie historische Artikel für das Mitteilungsblatt des Hamburgischen Richtervereins, insbesondere zur Justiz im Nationalsozialismus. Von 2015 bis 2021 war Karin Wiedemann Vizepräsidentin der Gesellschaft zur Förderung der Gartenkultur. Seit 2021 amtiert sie als Präsidentin der Gesellschaft.